# Ruine Falkenstein (Schramberg)
Die Ruine Falkenstein ist die Ruine einer Höhenburg im Bernecktal im Süden von Schramberg im Landkreis Rottweil in Baden-Württemberg. Sie gilt als die älteste Burg des Schwarzwaldes.

## Geschichte
Ein Ortsadelsgeschlecht aus dem Dorf Kappel beim heutigen Villingen-Schwenningen baute hier vermutlich im 11. Jahrhundert die Burg. Erstmals erwähnt wurde sie im Jahr 1030, als Herzog Ernst von Schwaben, der als Rebell und Reichsfeind galt, sich in eine gewisse Burg, die Falchenstein heißt flüchtete. Er und sein Kampfgefährte und Freund Werner von Kyburg fielen am 17. August 1030 in einer Schlacht in der Nähe der Burg.
1250 kauften die Herren von Falkenstein die benachbarte Burg Ramstein.
Zum Beginn des 14. Jahrhunderts teilte sich das Geschlecht der Falkensteiner auf die Linien Falkenstein auf Falkenstein und Falkenstein auf Ramstein.
Die Herren von Falkenstein hatten im Mittelalter starken Einfluss als Äbte, Chor- und Domherren in Straßburg und in den Klöstern St. Georgen, Reichenau, St. Gallen und Einsiedeln.
Die Herren Jakob und Konrad von Falkenstein verkauften die Burg, sowie einen Großteil der Besitzungen zwischen 1444 und 1449 an Graf Ludwig von Württemberg.
Mitte des 15. Jahrhunderts erwarb Hans von Rechberg die Burgen Falkenstein und Ramstein, ließ die Burg Hohenschramberg erbauen und gründete hiermit die Herrschaft Schramberg. Burg Falkenstein wurde im Jahr 1491 zerstört. Im 19. Jahrhundert wurde die Burg von Kommerzienrat Arthur Junghans gekauft und renoviert.
Heute wird die Burgruine von der Bürgervereinigung Falkenstein betreut.

## Baubeschreibung

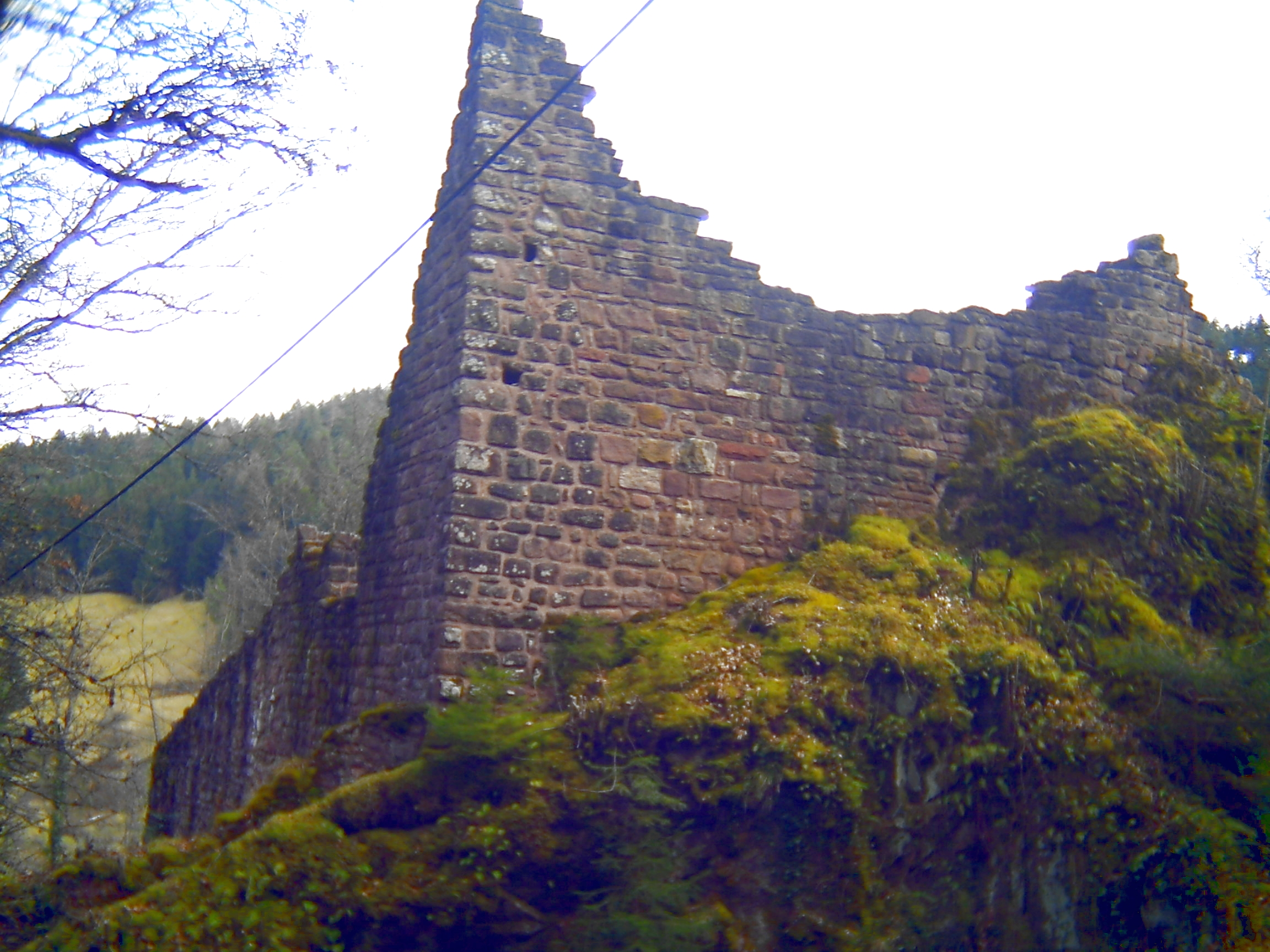
Unterfalkenstein (Vorburg)

Die Burg besteht aus drei Teilen, der Vorburg, einem Wohnturm und der Kernburg.
Mit der Vorburg, von der Mauerreste erhalten sind, wurde die Burg von der Talseite her geschützt. Zwischen der Vorburg und der Kernburg liegt ein Halsgraben, durch den eine alte Treppe zur Vorburg führt. In der Kernburg lassen sich die Reste des Palas gut nachvollziehen.

### Die Falkensteiner Kapelle

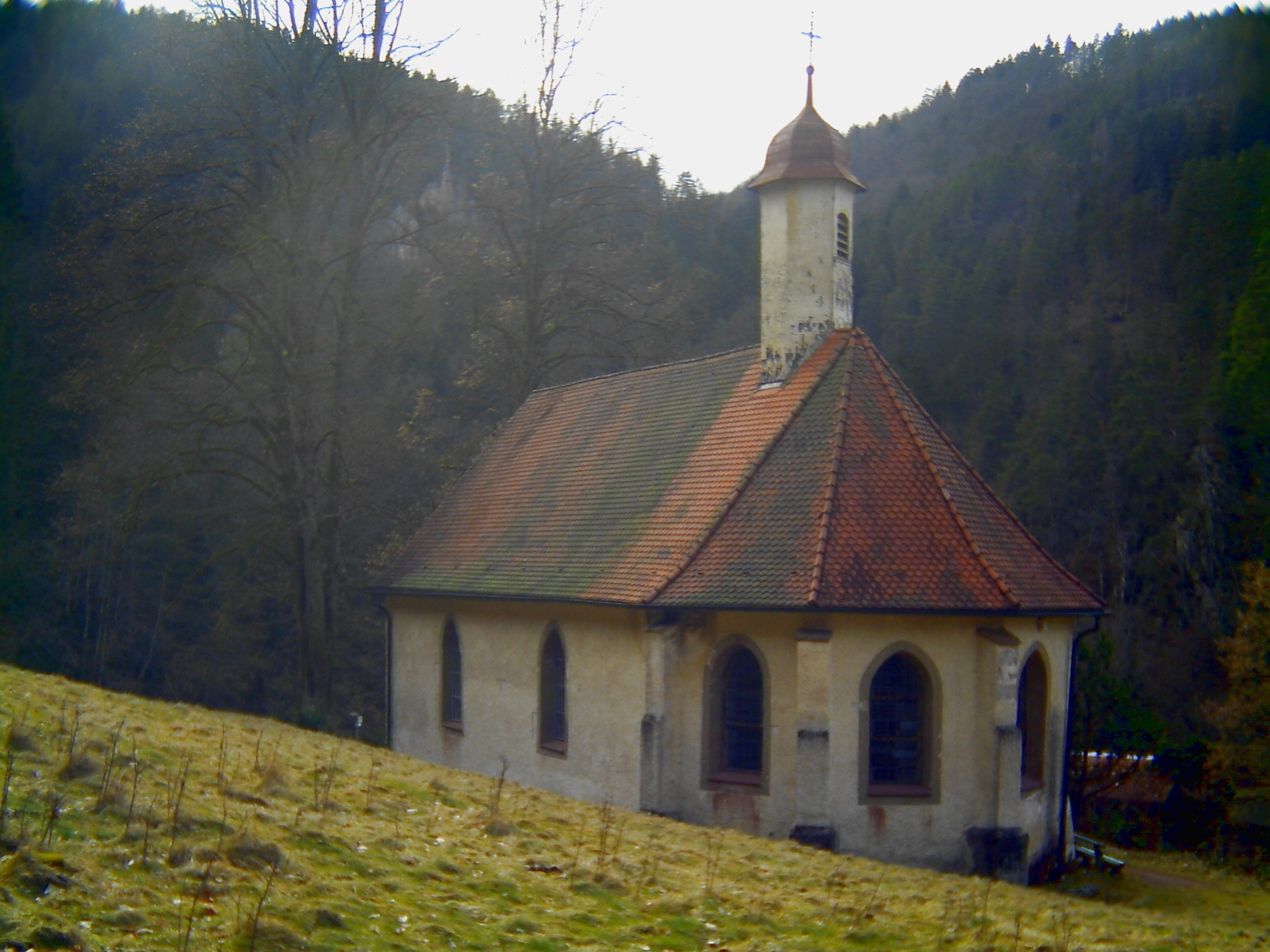
Falkensteiner Kapelle (Im Hintergrund obere Burgruine Falkenstein)

Die Kapelle steht im Tal unterhalb der Burg auf der anderen Talseite.
1275 wird in Protokollen der Diözese Konstanz erstmals eine Seelengemeinde Valkenstein urkundlich erwähnt.
Es war eine Eigenkirche unter dem Patrozinium des heiligen Erasmus, die den Herren von Falkenstein und von Ramstein gehörte.
Im Verlauf des Dreißigjährigen Krieges wird die Kapelle durch Kämpfe zwischen schwedischen und württembergischen Truppen im Jahr 1634 zerstört.
1713 beginnt der Wiederaufbau. Mitte des 18. Jahrhunderts wird die Kapelle durch den Suffraganbischof Johann von Fugger aus Konstanz geweiht.
Bis 1787 gehört die Kapelle zur Pfarrei Lauterbach und ist ein lokal bedeutender Wallfahrtsort.
1860–1863 wird in der Falkensteiner Kapelle eine Familiengruft angelegt, als Erbbegräbnisstätte der Grafen von Bissingen und Nippenburg.
Die sogenannte Falkensteiner Beweinung ist eine Beweinungsgruppe, die im Chor steht, aus dem Jahre 1515. Sie ist ein Werk der Spätgotik des Bildhauers Conrad Rötlin aus der ehemaligen Reichsstadt Rottweil.
Sie gilt als eine der schönsten Beweinungsgruppen Süddeutschlands.